# Малое Сотниково
Малое Сотниково — деревня в Урицком районе Орловской области России.
Входит в состав Котовского сельского поселения.

## География
Расположена западнее посёлка Наугорский у слияния двух рек, впадающих в реку Мезенку. Просёлочная дорога из Малого Сотниково выходит в деревню Большое Сотниково.
В деревне имеется одна улица — Малое Сотниково.

## Население
| 2010 |
| ---- |
| 0    |

Опустевший населённый пункт.